# Валье, Хосе Эстебан
Хосе Эстебан Валье (исп. José Esteban Valle; 5 сентября 1942, Сьюдад-Дарио, Матагальпа — 27 декабря 2004, Рино, Невада) — никарагуанский легкоатлет, выступавший в беге на средние и длинные дистанции, беге с препятствиями и спортивной ходьбе. Участник летних Олимпийских игр 1968 и 1972 годов.

## Биография
Хосе Эстебан Валье родился 5 сентября 1942 года в никарагуанском городе Сьюдад-Дарио.
В 1967 году участвовал в Панамериканских играх в Виннипеге. В беге на 1500 метров выбыл в полуфинале, показав результат 4 минуты 5,20 секунды. В беге на 3000 метров с препятствиями сошёл с дистанции.
В 1968 году вошёл в состав сборной Никарагуа на летних Олимпийских играх в Мехико. В ходьбе на 20 км сошёл с дистанции.
В 1972 году вошёл в состав сборной Никарагуа на летних Олимпийских играх в Мюнхене. В ходьбе на 20 км занял 21-е место, показав результат 1 час 45 минут 9,4 секунды и уступив 18 минут 27 секунды завоевавшему золото с олимпийским рекордом Петеру Френкелю из ГДР.
В 1975 году участвовал Панамериканских играх в Мехико. В ходьбе на 20 км занял 9-е место (1:50.53).
Умер 27 декабря 2004 года в американском городе Рино.

## Личный рекорд
- Ходьба на 20 км — 1:45.10 (1972)[3]